# Phaonia mimoaureola
Phaonia mimoaureola este o specie de muște din genul Phaonia, familia Muscidae, descrisă de Ma, Ge și Li în anul 1992.
Este endemică în Henan. Conform Catalogue of Life specia Phaonia mimoaureola nu are subspecii cunoscute.